# Francesc Romaní i Puigdengolas
Francesc Romaní i Puigdengolas (Capellades, Anoia, 1831 - 1912) fou un jurista i polític català. Va defensar del dret català contra el codi civil espanyol, reivindicant la personalitat nacional de Catalunya dins el marc d'una organització plurinacional semblant a la corona d'Aragó.

## Biografia
Fill de l'industrial paperer Joan Romaní i Massana, membre d'una nissaga establerta a Capellades el 1620. Fou dels pocs catòlics que, quan es formà oficialment el Partit Republicà Federal el 1868, va acceptar de col·laborar-hi. Després de la Restauració, va adoptar posicions del catalanisme més conservador.
Fou advocat membre del Col·legi d'Advocats de Barcelona. El 1899 va ser nomenat president de la Comissió especial de codificació a Catalunya. Va ser diputat provincial i a corts i va redactar la memòria que l'Institut Agrícola Català de Sant Isidre que va enviar al govern amb motiu de la llei de redempció de censos i prestacions emfitèutiques. Fou membre de l'Acadèmia de Bones Lletres (1884), president dels Jocs Florals de Barcelona de 1898 i de la comissió codificadora del dret civil català (1899). També fundà la revista La España Regional (1884-1893) i fou vocal de la junta permanent d'Unió Catalanista a l'Assemblea de Balaguer de 1894.
Va ser director de la Caixa de Barcelona entre 1893 i 1899.

## Obres
- El federalismo en España (1869)
- Antigüedad del regionalismo español (1890)